# Embrasure (fortification)
Ne doit pas être confondu avec Embrasure (architecture).
Une embrasure est en fortification une ouverture pour permettre d'orienter et tirer au canon.

## Étymologie et définition

### Définition
1. Tir couvert, ouverture dans un mur (généralement d'une casemate) ébrasée vers l'extérieur pour permettre d'orienter et tirer au canon ou avec une arme à feu tout en protégeant les défenseurs[DE 1],[DE 2],[W 1].
2. Tir découvert, ouverture dans la partie supérieure d'un parapet ou dans un talus ébrasée vers l'extérieur pour permettre d'orienter et tirer au canon ou avec une arme à feu tout en protégeant les défenseurs[a],[DE 1],[DE 2],[W 1].

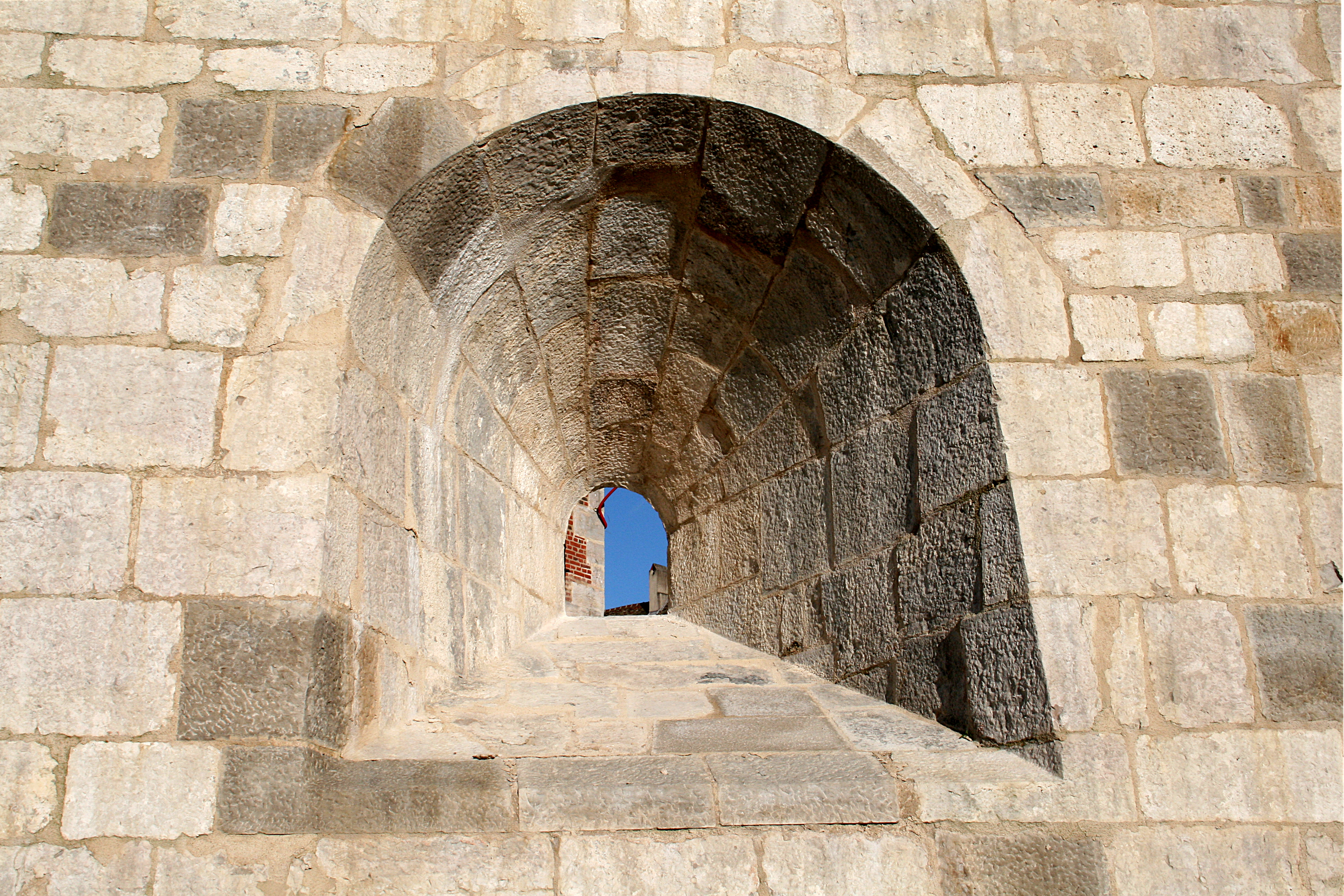
1. Embrasure dans un mur.
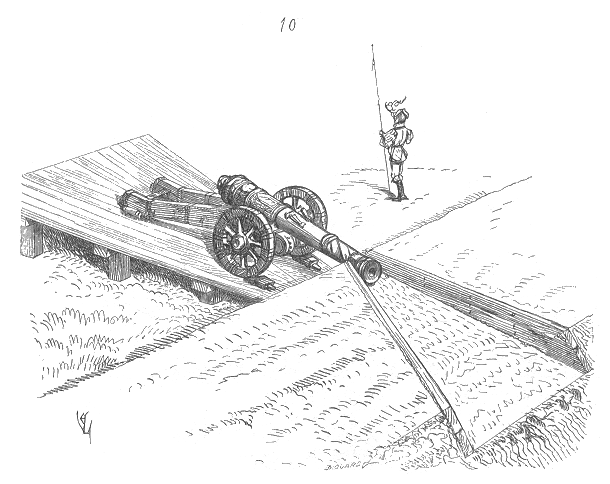
2. Embrasure dans un parapet.

## Histoire

### Apparition
L'embrasure pour le tir couvert (sous casemate) apparait à la fin du XVe et au début du XVIe siècle avec le développement de l'artillerie en remplacement des canonnières dans des ouvrages existants ou sur des ouvrages transitoires (tour d'artillerie) entre la fortification médiévale tardive et la fortification bastionnée,.

Dans le même temps, les parapets des remparts s'épaississent pour résister au tir de l'artillerie, généralement toujours en pierre ou en brique, ils sont percés dans leur partie supérieure d'ouvertures ébrasées vers l'extérieur pour permettre le tir à découvert de l'artillerie positionnée sur les remparts et sont parfois recouverts d'un volet mobile en bois qui protège les artilleurs lors du chargement du canon. Ce système a notamment été employé par Albert Dürer pour les fortifications de Nuremberg. Ces embrasures remplacent les créneaux du parapet médiéval, la partie pleine du parapet entre deux embrasures continuant même d'être appelé merlon.

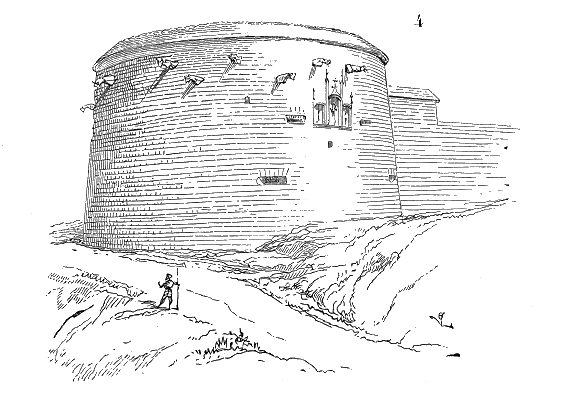
Embrasures pour le tir couvert sous casemate dans la tour d'artillerie de Navarre à Langres.
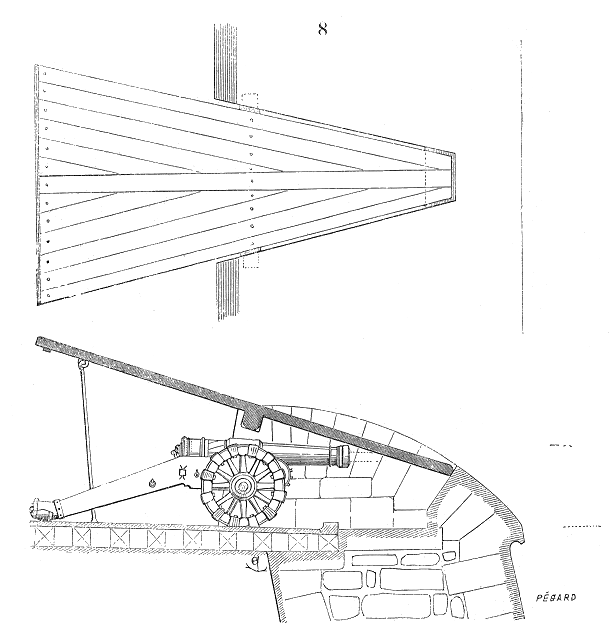
Parapet percé d'une embrasure pour le tir à découvert et recouvert d'un volet mobile en bois tel que conçu par Albert Dürer pour les fortifications de Nuremberg.

### En fortification bastionnée auxXVIeetXVIIesiècles
Au cours du XVIe, avec l'invention du bastion et le développement de la fortification bastionnée, l'embrasure pour le tir couvert sous casemate devient un élément de défense de ce dernier, généralement placée dans les flancs derrière les orillons pour flanquer le fossé. Ce système est cependant progressivement abandonné à la fin du XVIe au profit des bastions à places basses. Antoine de Ville dans son traité de fortification explique la raison de l'abandon des bastions à flancs casematés :

« Autrefois, on faisait aux [dans les] flancs des voutes où [l']on mettait le canon tout couvert [sous casemate] et par-dessus ils en faisaient d'autres pour mettre d'autres canons mais cela n'est plus en usage à cause des grandes incommodités qu'on a vu arriver en ces places; car après qu'on eut tiré, la fumée remplissait de telle façon ces voutes qu'il était impossible d'y demeurer, ni rien voir pour recharger [...] outre que l'estonnement [le tir] du canon ébranlait tout et l'ennemi tirant dans ces voutes basses, les éclats et débris blessaient et tuaient ceux qui étaient dedans et en peu de coups les mettaient en ruine, celles d'en bas étant rompues, celles de dessus tombaient d'elles mêmes. C'est pourquoi on a laissé [abandonné] ces voutes et on fait des places basses découvertes. »

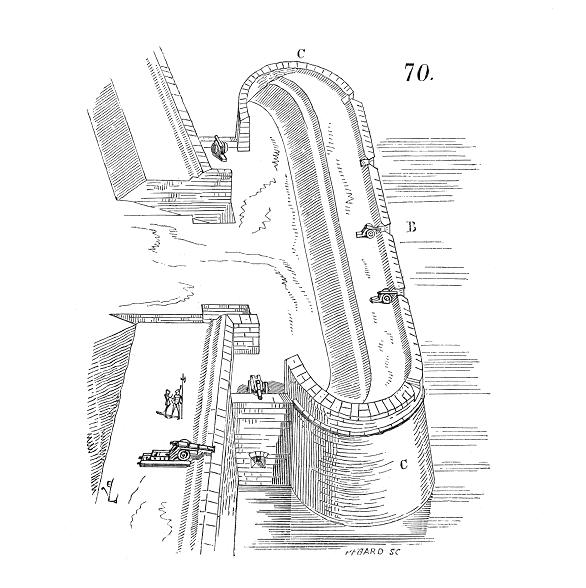
Bastion à orillons défendu sur ses flancs par des batteries pour le tir à découvert en partie haute et une batterie casematée sur chaque flanc avec 1 embrasure de tir en partie basse pour flanquer le fossé.
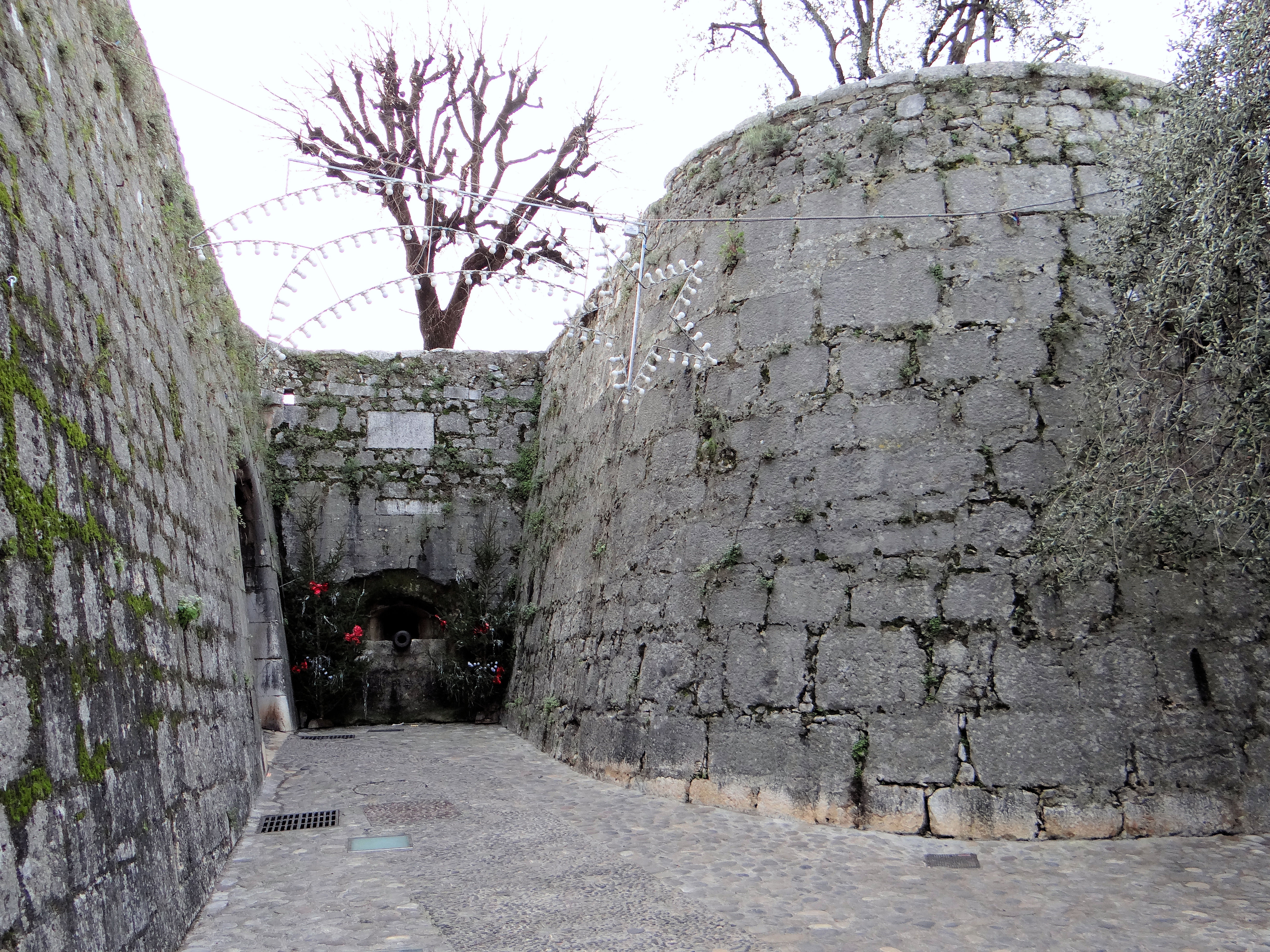
Embrasure d'une batterie casematée dans le flanc du bastion du Dauphin à Saint-Paul-de-Vence.

De ce fait, l'embrasure pour le tir couvert reste largement absente jusqu'à la fin du XVIIe siècle (section suivante).

Dans le même temps au cours du XVIe, le parapet évolue, à l'origine en pierre ou brique, il laisse place progressivement à des parapets à majorité en terre avec des parties en pierre ou brique. Selon la nature du parapet, les embrasures pour le tir à découvert sont à bords en bois, en brique ou en pierre. Ils constituent avec l'abandon des bastions à flanc casematés la principale défense des bastions pour le tir d'artillerie de proximité. 

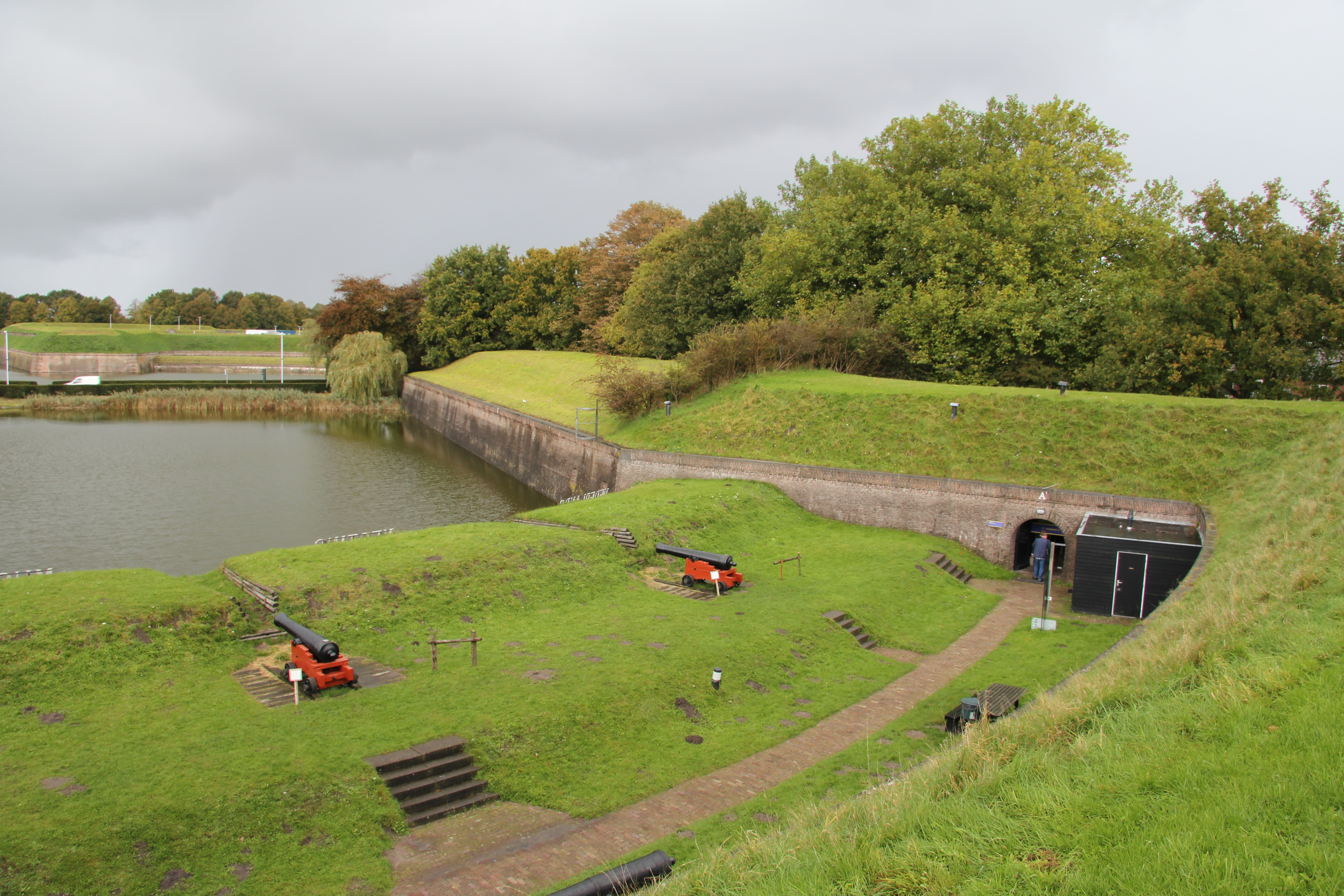
Parapet en terre et embrasures à bords en bois d'une place basse d'un bastion à Naarden.
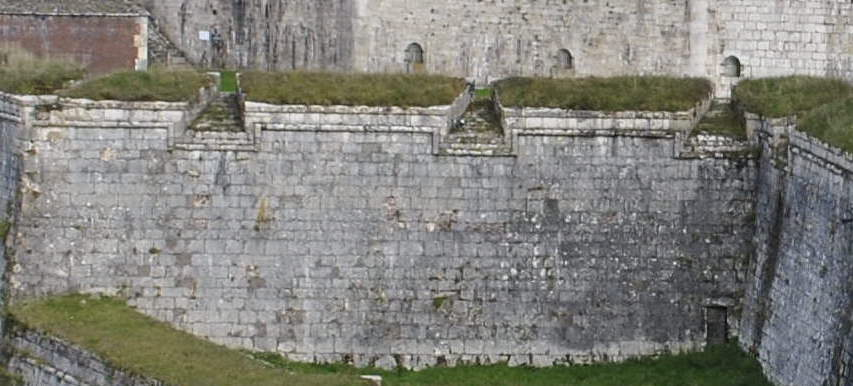
Parapet en terre et pierre et embrasures à bords en pierre des remparts de la citadelle de Besançon.
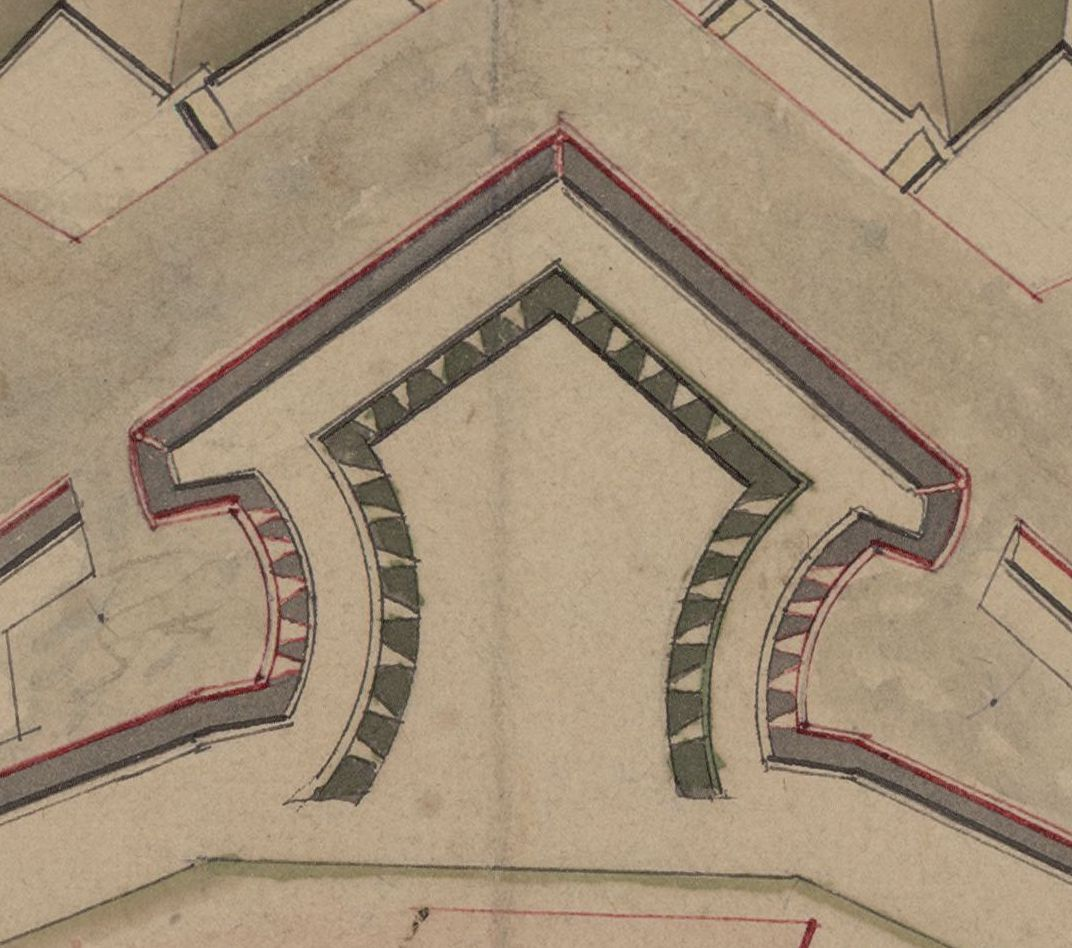
Embrasures dans les parapets des flancs et du cavalier d'un bastion à orillons du 1er système Vauban.

### Dans les2eet3esystèmes Vauban
Dans les 2e et 3e systèmes de Vauban développés à la fin du XVIIe siècle, celui-ci remplace les bastions par des tours bastionnées dont les étages bas devant battre le fossé sont casematés avec des embrasures pour permettre aux canons de tirer dans les fossés. L'étage supérieur est bordé d'un parapet en terre avec revêtement en brique ou pierre percé d'embrasures pour le tir à découvert.

Plan de la tour bastionnée de Bregille en 1714.

### En fortification moderne
Durant les deux guerres mondiales, les fortifications en béton disposants de canon (bunkers) présentaient des embrasures afin d'y pouvoir y faire manœuvrer le tube du canon.

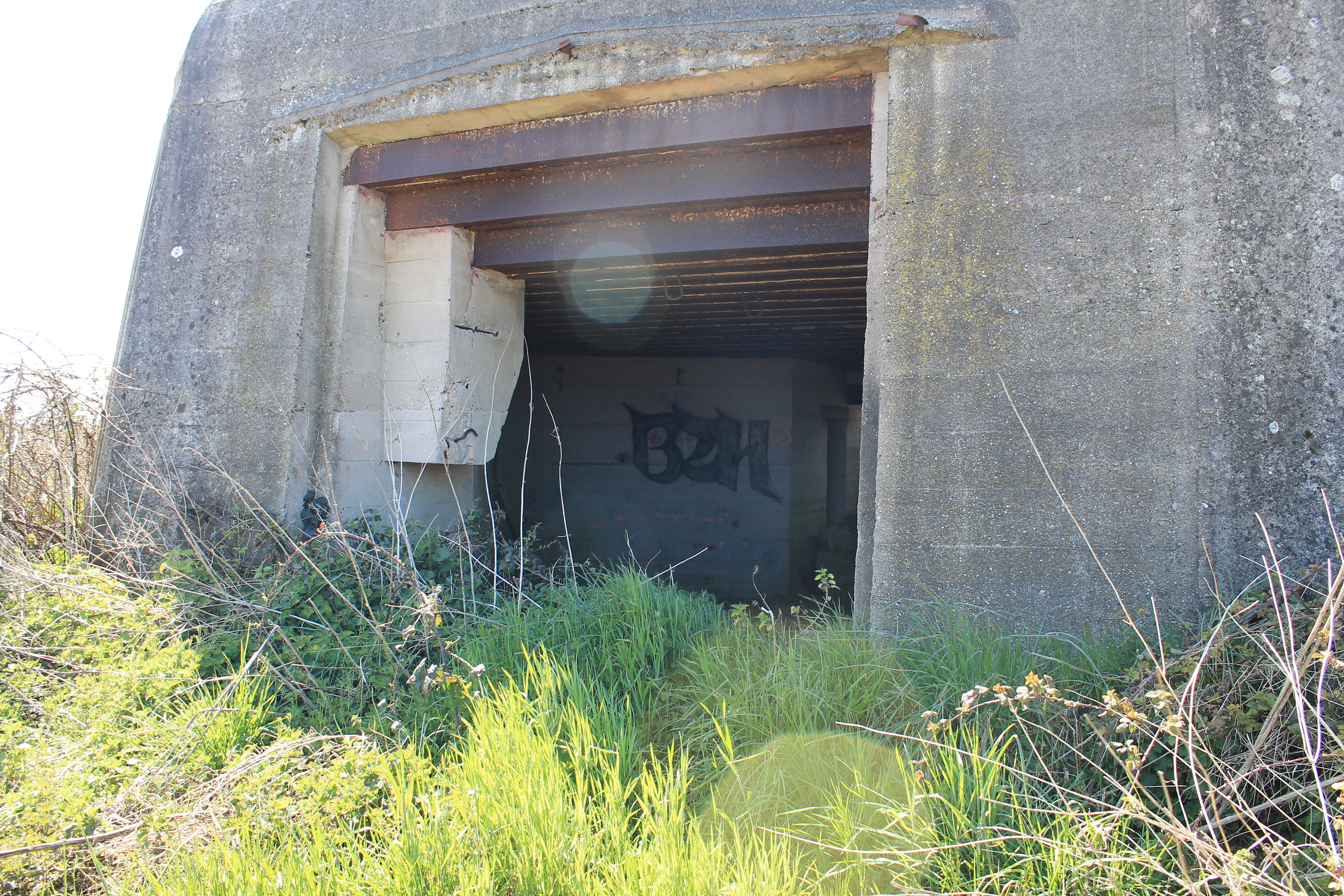
Embrasure d'un bunker du Mur de l'Atlantique.
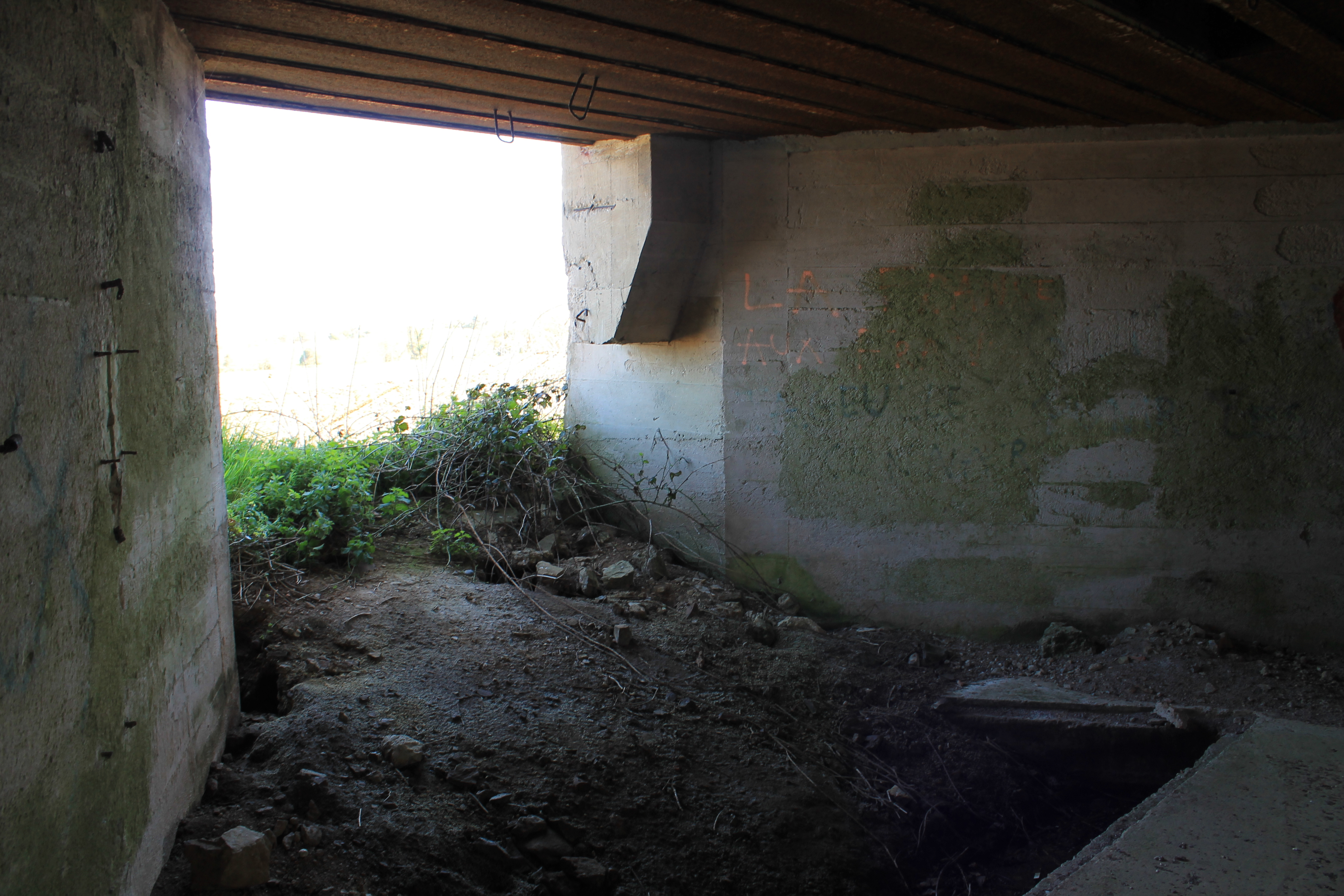
Vue de l'intérieur.